# Station Grzymiszew
Station Grzymiszew is een spoorwegstation in de Poolse plaats Grzymiszew.